# Heteroscorpion

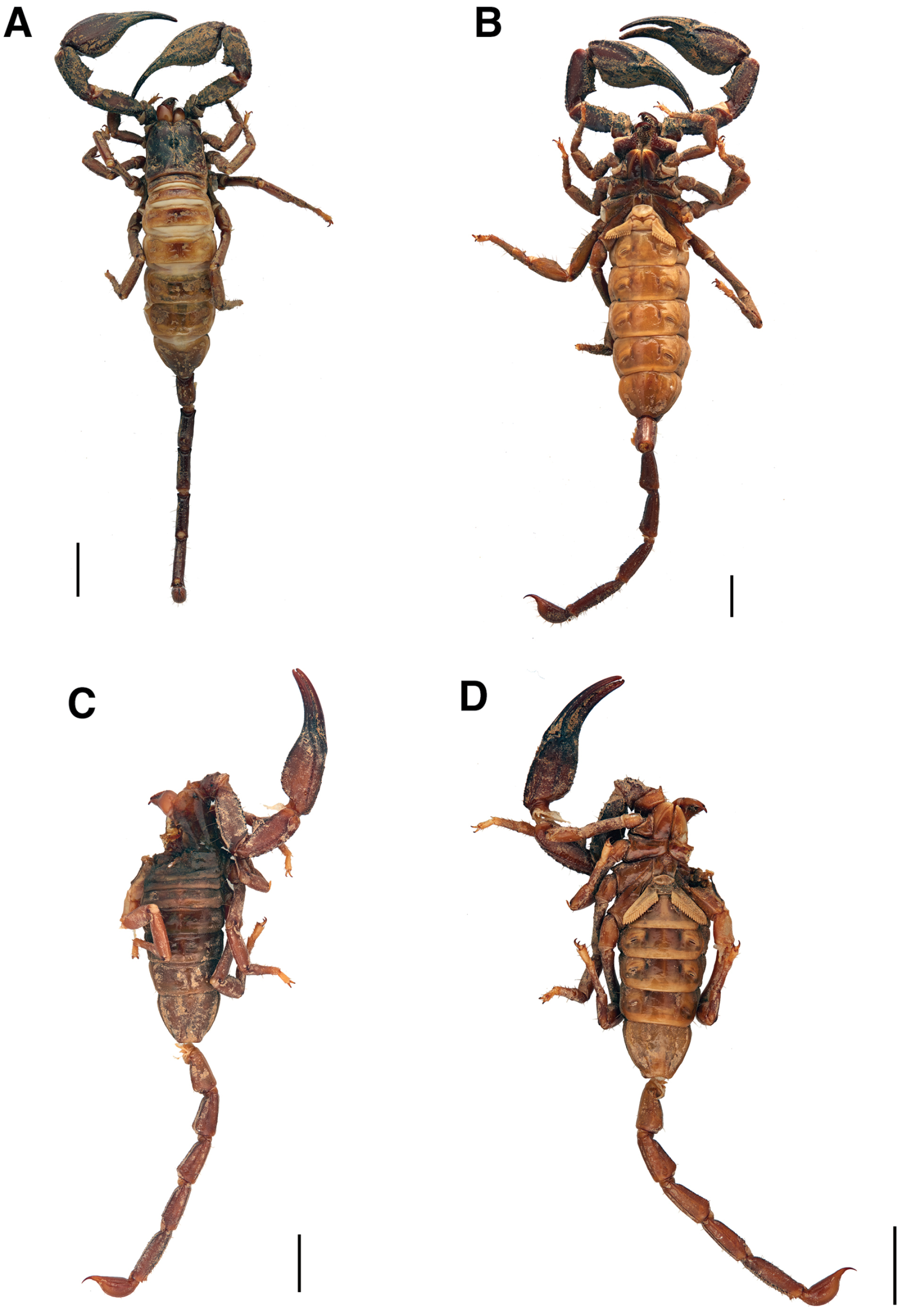
Hane och hona

Heteroscorpion är ett släkte av skorpioner. Heteroscorpion ingår i familjen Heteroscorpionidae.
Heteroscorpion är enda släktet i familjen Heteroscorpionidae.
Kladogram enligt Catalogue of Life:
| Heteroscorpion | \| \| Heteroscorpion goodmani \| \| \| \| \| \| Heteroscorpion opisthacanthoides \| \| \| \| |
|                | \| \| Heteroscorpion goodmani \| \| \| \| \| \| Heteroscorpion opisthacanthoides \| \| \| \| |
|                | Heteroscorpion goodmani                                                                      |
|                |                                                                                              |
|                | Heteroscorpion opisthacanthoides                                                             |
|                |                                                                                              |